# 恐怖旅舍
《恐怖旅舍》（英語：Hostel）是一部2005年上映的美國黑色幽默邪典犯罪恐怖片，為艾利·羅斯執導。由傑·赫南德茲和德瑞克·李察森領銜主演。電影於2005年9月17日在多倫多國際影展上映首映，美國於2006年1月6日正式上映。

## 劇情
兩個大學生到歐洲自助旅行，並在結交的冰島遊客朋友的帶領下，在歐洲展開縱情慾樂的瘋狂之旅。三人在當地結識了一些朋友，並在他們的慫恿下，決定前往東歐一個偏遠的旅舍，因為據說在那裡警察政府無能，遊客可參加更刺激的性愛派對。沒想到，那個旅舍其實是以辣妹為誘餌，將遊客迷昏後，再以高價轉賣給其他買主。而那些買主，只要付得起價錢，就可以在這個恐怖旅舍裡，活生生的將他們買下的人命，用任何變態的方式殘虐至死...。

## 演員
| 演員                                  | 角色                           | 備註                                               |
| 傑·赫南德茲 Jay Hernandez             | 帕斯頓 Paxton                  | 美國人，與喬許為好友。                             |
| 德瑞克·李察森 Derek Richardson        | 喬許 Josh                      | 美國人，與帕斯頓為好友。                           |
| 伊柏·古強森 Eyþór Guðjónsson          | 歐里 Óli                       | 冰島人。                                           |
| 芭芭拉·納德傑卡瓦 Barbara Nedeljáková | 娜塔莉亞 Natalya               | 三人在旅舍的室友。                                 |
| 賈娜·卡戴爾寇瓦 Jana Kaderabkova      | 絲維特拉娜 Svetlana            | 三人在旅舍的室友。                                 |
| 珍妮佛·林 Jennifer Lim                | 加奈 Kana                      | 旅舍的日本女孩。                                   |
| 路柏默·布卡維 Lubomir Bukovy          | 艾力克西 Alexei                | 介紹三人前往斯洛伐克一處偏遠的旅舍。               |
| 簡恩·瓦拉茲克 Jan Vlasák              | 荷蘭商人 The Dutch Businessman | 三人在前往普萊斯堡（斯洛伐克首都）的列車上的乘客。 |
| 賈娜·哈夫寇瓦 Jana Havlickova         | 瓦菈 Vala                      | 旅舍櫃台人員。                                     |

## 外部連結
- 官方网站
- 互联网电影数据库（IMDb）上《Hostel》的资料（英文）
- AllMovie上《Hostel》的资料（英文）
- Box Office Mojo上《Hostel》的資料（英文）
- 爛番茄上《Hostel》的資料（英文）
- Metacritic上《Hostel》的資料（英文）